# Strada maestra M-9 (Kosovo)
La strada maestra M-9 (in albanese Rruga Magjistrale M-9) è una strada maestra del Kosovo.

## Percorso
La M-9 ha inizio al confine albanese presso Gjvukaj. Tocca Peć, Kosovo Polje e Pristina, e termina al confine serbo presso Prapashticë.
Il percorso della M-9 corrisponde al tratto della strada jugoslava M-9 rimasto in territorio kosovaro.
Il governo della Serbia, che non riconosce l'indipendenza del Kosovo, classifica la strada come strada statale 39.